# 上北台駅

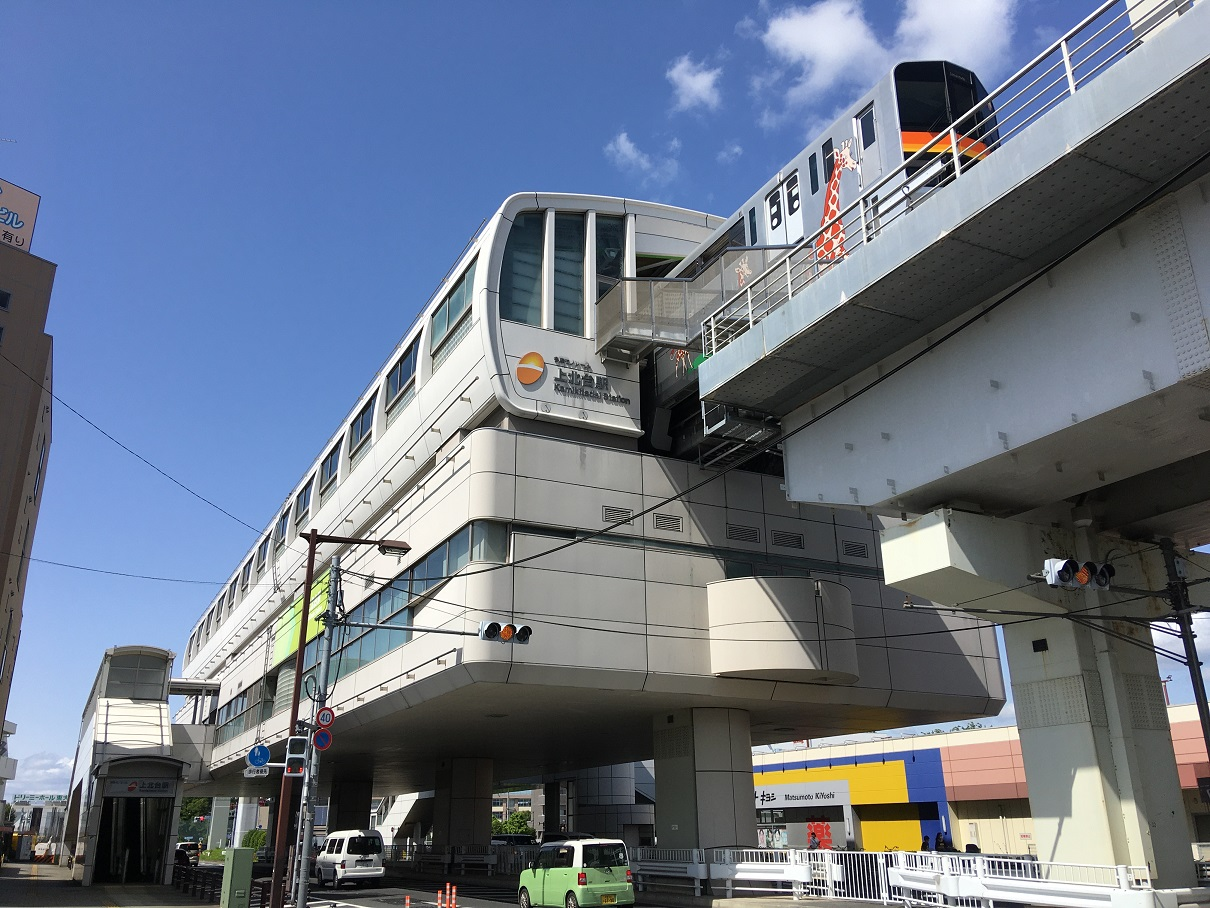
上北台駅舎（桜街道方から）
（2020年5月）

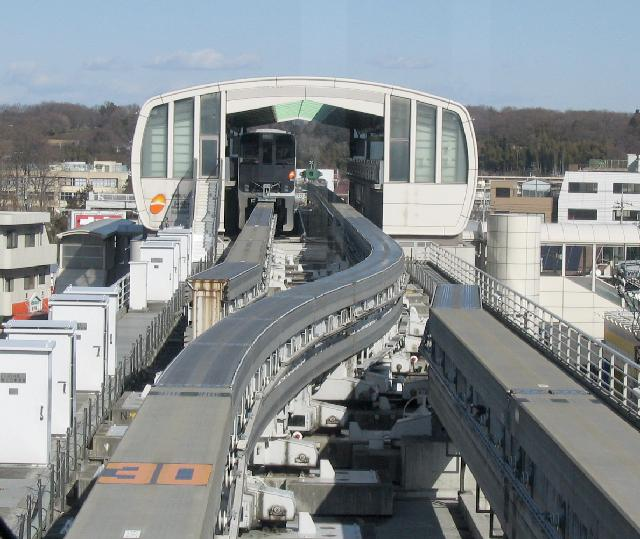
上北台駅に進入中の車両から撮影。右の線への渡り線が構成されている（2005年2月）

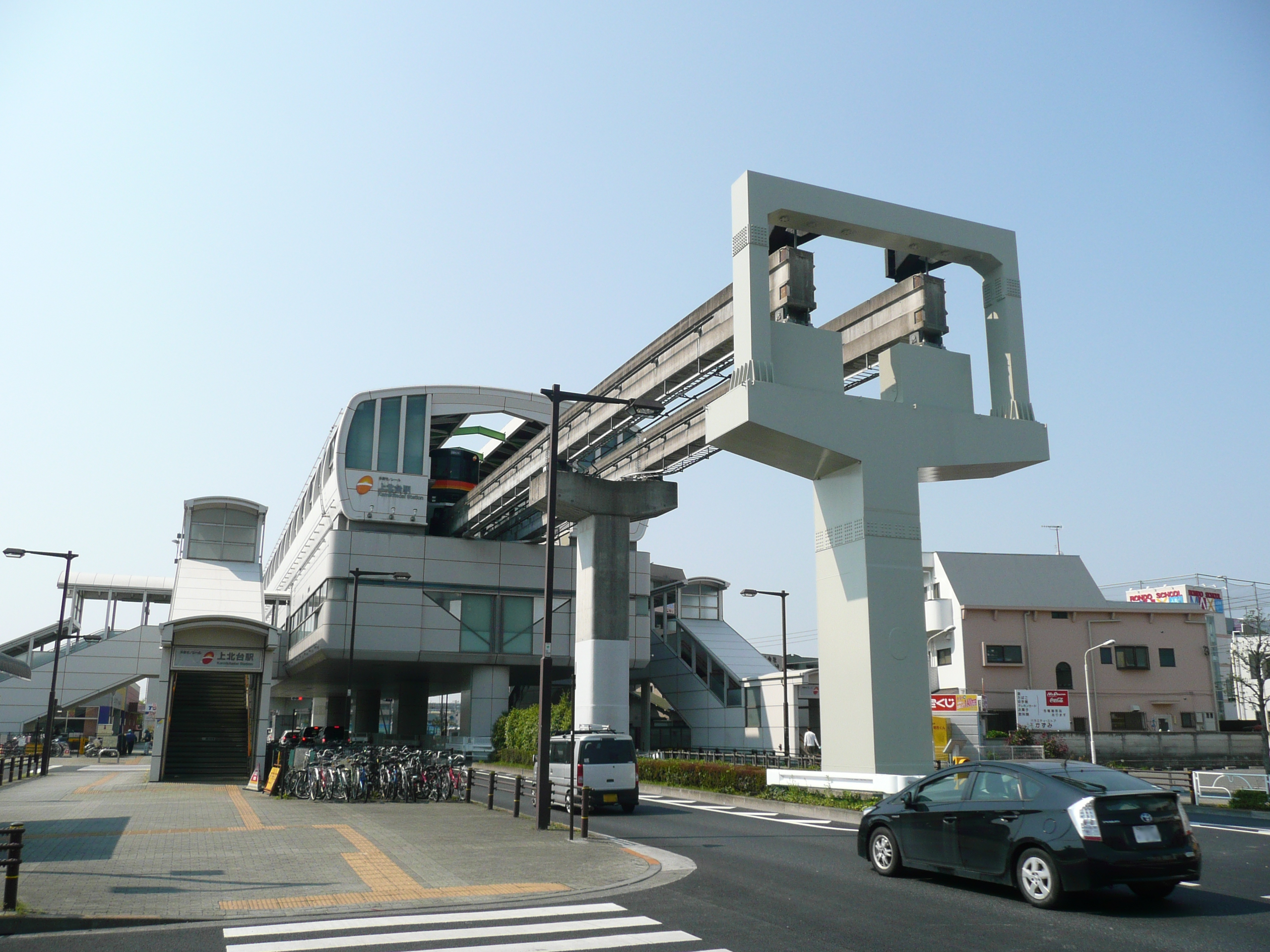
軌道終端部は僅かに西（画像右方向）へカーブし、箱根ケ崎への延伸に備えている（2014年4月）

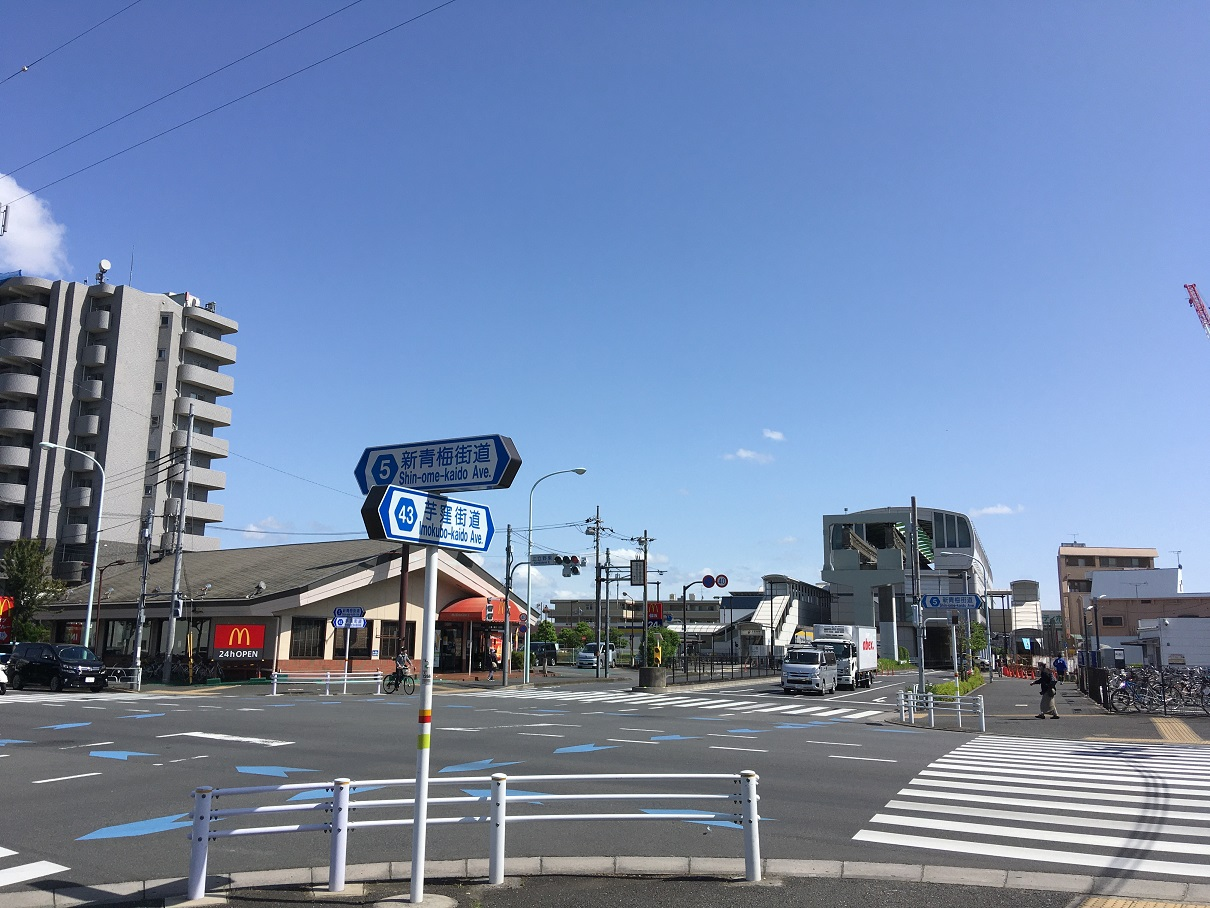
東京都東大和市上北台の新青梅街道と芋窪街道合流点。
将来写真右手奥にある多摩モノレール上北台駅から、写真手前右手方向の新青梅街道へ曲がり、箱根ケ崎へと向かう予定。
（2020年5月24日）

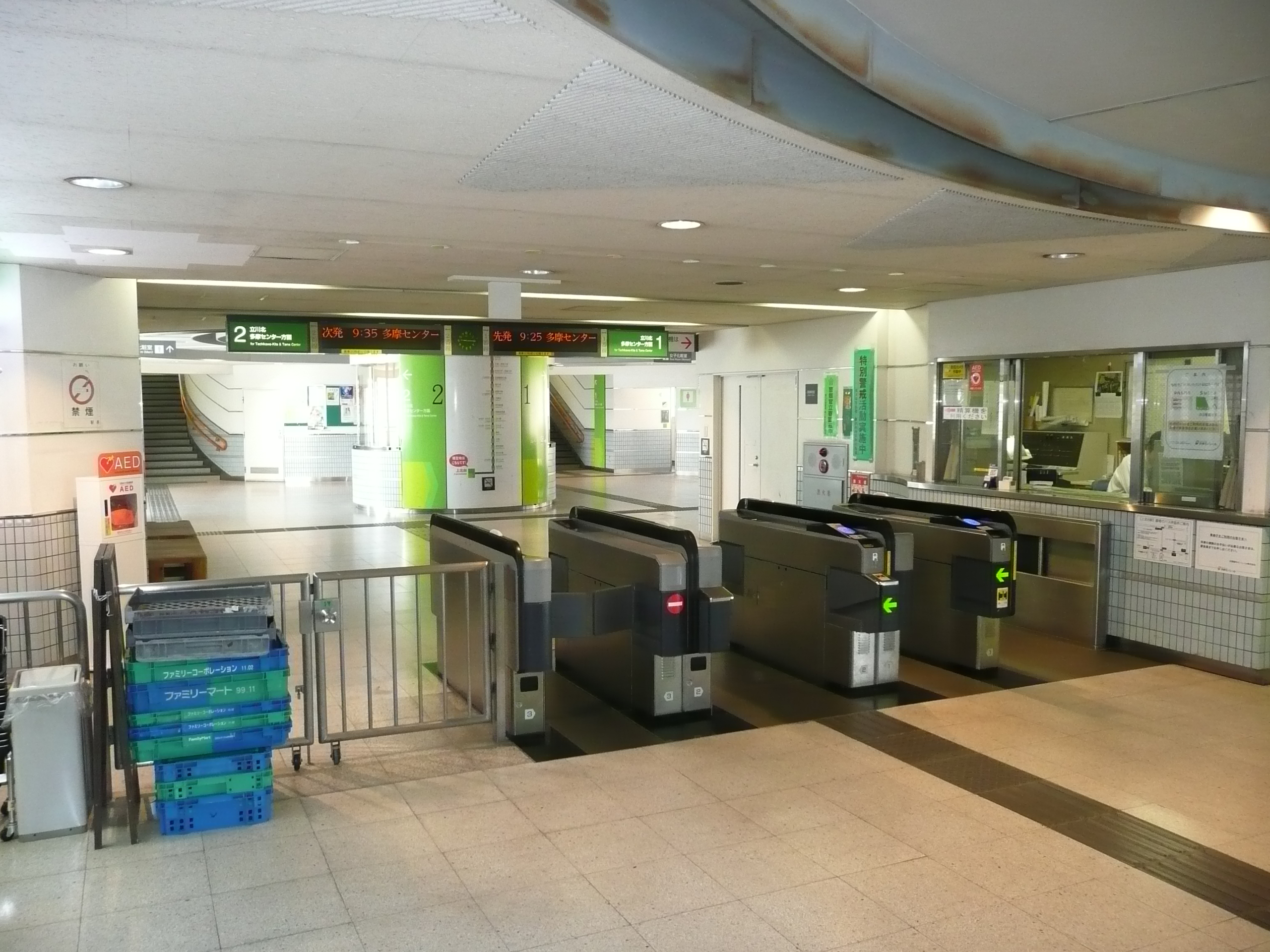
改札口（2014年4月）

上北台駅（かみきただいえき）は、東京都東大和市上北台一丁目にある、多摩都市モノレールの駅。駅番号はTT19。
多摩都市モノレールの起点駅で、2025年（令和7年）現在、日本のモノレールの駅としては最北端の駅である。

## 歴史
- 1998年（平成10年）11月27日：多摩都市モノレール線開通と同時に開業[1]。

## 駅構造
相対式ホーム2面2線を有する高架駅。駅舎内にセブン-イレブン上北台駅店がある。
当駅から箱根ケ崎への延伸が計画されており、当駅の構造もそれに備えたものとなっている。2020年1月23日には延伸事業の着手が正式に発表された。

### のりば
| 番線 | 路線                 | 行先             |
| ---- | -------------------- | ---------------- |
| 1・2 | 多摩都市モノレール線 | 多摩センター方面 |

## 利用状況
2024年度の1日平均乗車人員は6,702人である。
近年の1日平均乗車人員推移は下記の通り。
| 年度               | 多摩都市 モノレール | 出典       |
| ------------------ | ------------------- | ---------- |
| 1998年（平成10年） | 2,607               | [ モノ 2 ] |
| 1999年（平成11年） | 2,827               | [ モノ 2 ] |
| 2000年（平成12年） | 3,746               | [ モノ 2 ] |
| 2001年（平成13年） | 4,262               | [ モノ 2 ] |
| 2002年（平成14年） | 4,551               | [ モノ 2 ] |
| 2003年（平成15年） | 4,770               | [ モノ 2 ] |
| 2004年（平成16年） | 5,107               | [ モノ 2 ] |
| 2005年（平成17年） | 5,742               | [ モノ 2 ] |
| 2006年（平成18年） | 6,082               | [ モノ 2 ] |
| 2007年（平成19年） | 6,059               | [ モノ 2 ] |
| 2008年（平成20年） | 6,087               | [ モノ 2 ] |
| 2009年（平成21年） | 5,977               | [ モノ 2 ] |
| 2010年（平成22年） | 5,963               | [ モノ 2 ] |
| 2011年（平成23年） | 5,896               | [ モノ 2 ] |
| 2012年（平成24年） | 6,030               | [ モノ 3 ] |
| 2013年（平成25年） | 6,108               | [ モノ 3 ] |
| 2014年（平成26年） | 6,017               | [ モノ 3 ] |
| 2015年（平成27年） | 6,189               | [ モノ 3 ] |
| 2016年（平成28年） | 6,373               | [ モノ 3 ] |
| 2017年（平成29年） | 6,530               | [ モノ 3 ] |
| 2018年（平成30年） | 6,560               | [ モノ 3 ] |
| 2019年（令和元年） | 6,545               | [ モノ 3 ] |
| 2020年（令和02年） | 5,137               | [ モノ 3 ] |
| 2021年（令和03年） | 5,530               | [ モノ 3 ] |
| 2022年（令和04年） | 6,073               | [ モノ 4 ] |
| 2023年（令和05年） | 6,398               | [ モノ 5 ] |
| 2024年（令和06年） | 6,702               | [ モノ 1 ] |

## 駅周辺
- 警視庁東大和警察署
- 東大和上北台郵便局
- 東大和市立第四中学校
- 東大和市立第五中学校
- コープみらい上北台店
- 新青梅街道（東京都道5号新宿青梅線）
- 芋窪街道
- ベルク東大和立野店

## バス路線

### 駅前ロータリー
1番乗り場
- MMシャトル：総合体育館（村山温泉かたくりの湯経由）
- MMシャトル：三ツ木地区会館

2番乗り場
- ちょこバス：外回り循環（武蔵大和駅入口先回り）
- ちょこバス：内回り循環（東大和市役所先回り）

番号無し
- 玉13：玉川上水駅
- 直行：ベルーナドーム（試合開催時のみ運行）

### 芋窪街道側停留所
北方向
- 玉13：芋窪

## 隣の駅
多摩都市モノレール
 多摩都市モノレール線
上北台駅 (TT19) - 桜街道駅 (TT18)